# Argia yungensis
Argia yungensis är en trollsländeart som beskrevs av Rosser W. Garrison och Von Ellenrieder 2007. Argia yungensis ingår i släktet Argia och familjen dammflicksländor. IUCN kategoriserar arten globalt som livskraftig. Inga underarter finns listade i Catalogue of Life.